# Christian Friedrich Tieck

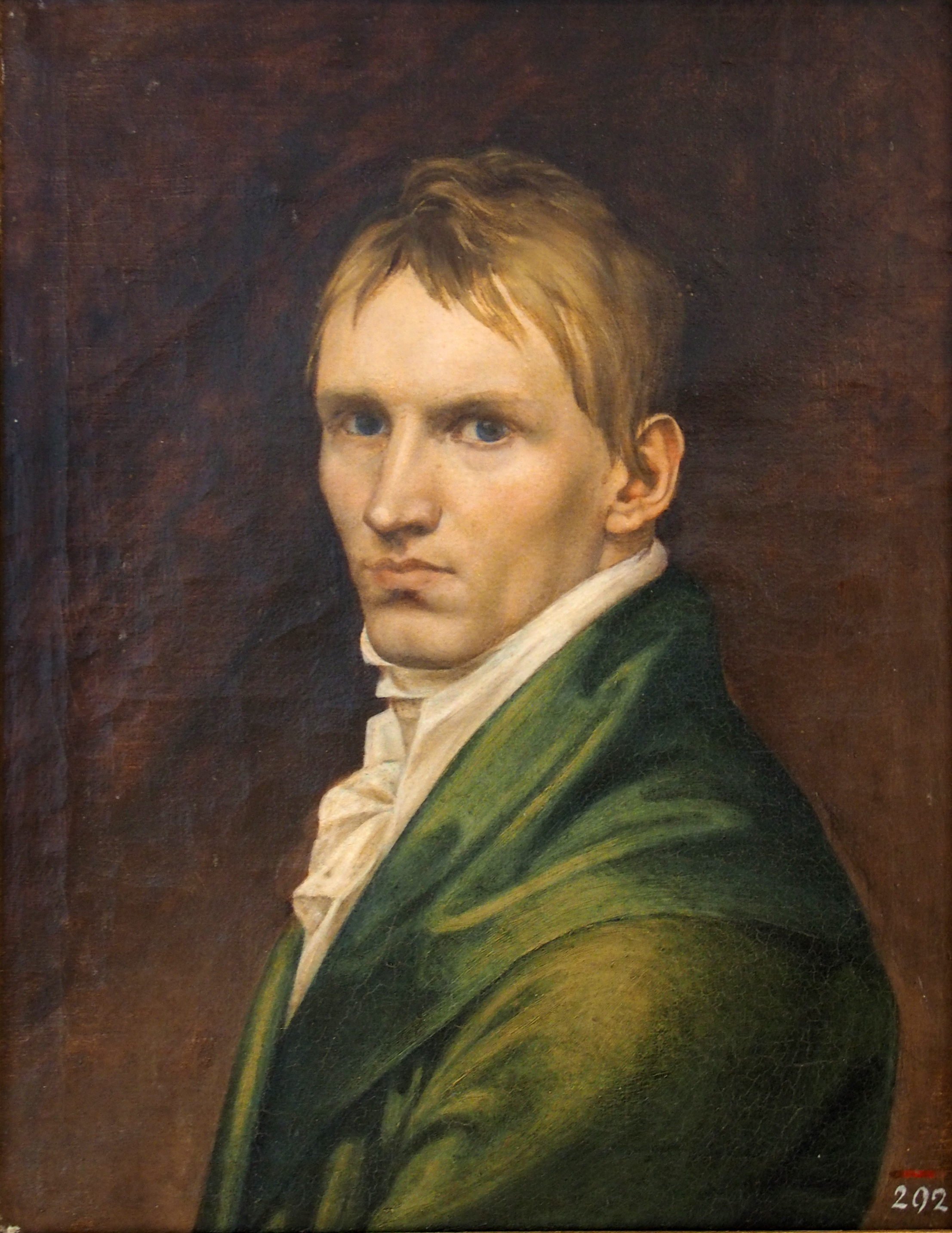
Selbstporträt 1805/1806

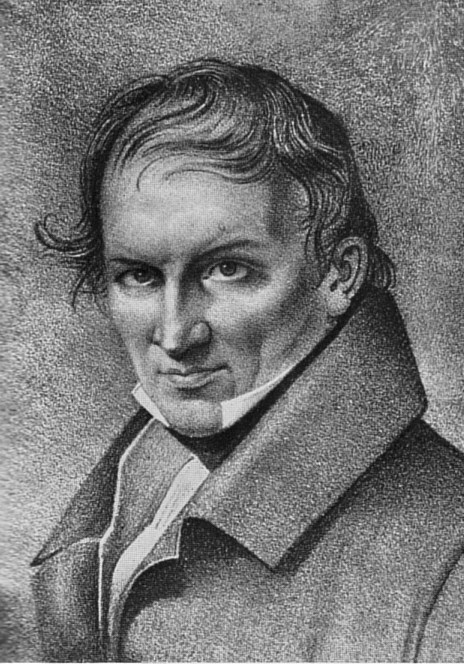
Christian Friedrich Tieck auf einer Lithografie von Johann Joseph Sprick nach einer Zeichnung von Franz Krüger

Christian Friedrich Tieck (* 14. August 1776 in Berlin; † 12. Mai 1851 ebenda [nach anderer Quelle am 24. Mai 1851]) war ein prominenter Vertreter der Berliner Bildhauerschule zur Zeit des 19. Jahrhunderts. Zu seinem umfangreichem, nicht allein auf Berlin beschränktem Gesamtwerk gehören vor allem zahlreiche Porträtplastiken. Er leistete aber auch bedeutende Beiträge für die Ausgestaltung mehrerer Bauten des klassizistischen Architekten Karl Friedrich Schinkel, in erster Linie für dessen Königliches Schauspielhaus am Gendarmenmarkt, das heutige Konzerthaus Berlin.

## Leben

### Schule und Lehrzeit

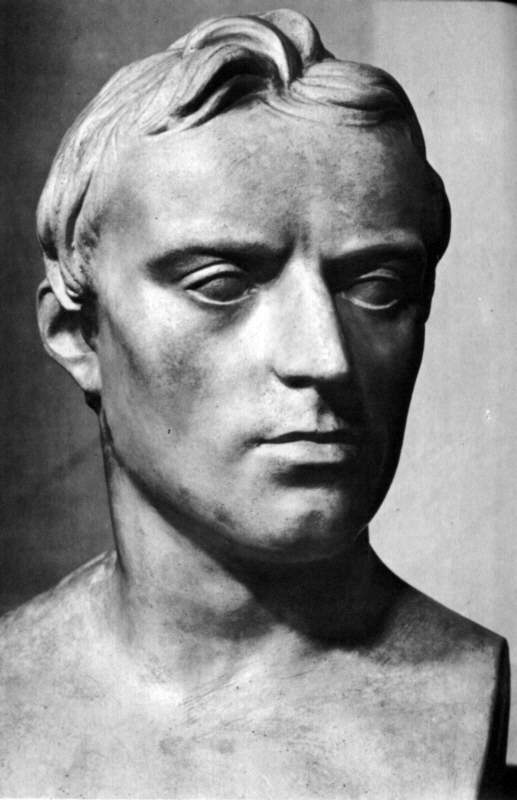
Porträt Friedrich Schiller, 1802

Tieck wurde als drittes Kind einer Handwerkerfamilie in der Roßstraße (heute Fischerinsel in Berlin-Mitte) geboren. Der Vater, ein Seilermeister, war ein für seinen Berufsstand ungewöhnlich belesener Mann; er besaß eine kleine Hausbibliothek, in der auch die Schriften der Aufklärer ihren Platz hatten. Die Eltern sorgten dafür, dass ihre Söhne – Christian Friedrich ebenso wie sein älterer Bruder Ludwig, der später berühmte Schriftsteller – das Friedrichswerdersche Gymnasium in Berlin besuchen konnten. Als Schüler war Tieck nicht sonderlich erfolgreich. Dagegen trat seine Begabung für bildnerische Gestaltung früh zutage. Seine Eltern nahmen ihn vorzeitig von der Schule und gaben ihn 1789 für sechs Jahre bei dem Bildhauer Heinrich Bettkober in die Lehre. Dort erhielt er Unterricht im Zeichnen, in der Ausformung dreidimensionaler Bildwerke und im Handwerk der Steinbearbeitung. Daneben zeichnete er schon als Fünfzehnjähriger an der damals von Johann Gottfried Schadow geleiteten Akademie der Künste, gegen Ende seiner Lehrzeit gewann er dort eine Medaille für die Nachbildung einer antiken Skulptur. Nach Abschluss der Lehre arbeitete er als Meisterschüler im Atelier Schadows, der ihn nachhaltig förderte. Aus dem Jahre 1796 sind erste gelungene Porträts bekannt, unter anderen von seinen Geschwistern Sophie und Ludwig sowie von Ludwigs Schulfreund, dem früh verstorbenen Schriftsteller Wilhelm Heinrich Wackenroder.

### Reisejahre

#### Paris, Weimar, Jena
Nach Fürsprache von Schadow und Wilhelm von Humboldt bekam Tieck vom königlichen Hof ein kleines Stipendium für einen Studienaufenthalt in Italien. Mit Humboldt und einem weiteren Begleiter reiste er 1797 über Dresden nach Wien. Das eigentliche Ziel war wegen der napoleonischen Kriegszüge in Ober- und Mittelitalien nicht mehr erreichbar, also fuhren die drei stattdessen über München nach Paris, wo sie im Januar 1798 ankamen. Dort bildete sich Tieck im Atelier des Malers Jacques-Louis David weiter – zeichnete und malte, kopierte griechische und römische Vorbilder und modellierte verschiedene Porträtbüsten. Im Herbst des Jahres 1800 war er mit einem Relief – Priamos bittet Achilleus um die Leiche Hektors – im Wettbewerb um den Großen Preis der École des Beaux-Arts in Paris erfolgreich. Nach der Satzung durfte ein Ausländer den ersten Preis nicht erhalten, so wurde dieser nicht verliehen und Tieck bekam den zweiten. Nach diesem Erfolg war man in kunstinteressierten Kreisen auf ihn aufmerksam geworden.
Durch Vermittlung Humboldts gelangte Tieck im Spätsommer 1801 nach Weimar. Er schuf zunächst eine etwas idealisierende Büste von Goethe – nach dem Urteil von dessen Frau Christiane „die beste, welche wir bis jetzt vom Geheimen Rat besitzen“. Goethe wollte das erwiesene Talent des jungen Bildhauers für die Ausgestaltung des Schlossneubaus in Weimar nutzen und besprach mit ihm das umfangreiche Vorhaben. Im nahen Jena lernte Tieck die Brüder Schlegel kennen, Freunde seines Bruders Ludwig. Caroline, die Frau des älteren von beiden, August Wilhelm Schlegel, beschrieb den Gast in einem Brief vom 16. November 1801: „Von uns weg ging er zu Fuß … in seinem abgeschabten Rock, an dem kein Härchen mehr reibt, wenn man darüber hinfährt (unter uns, ich habe es probirt…), mit einem Stabe, in der Tasche nichts als eine Rolle Papier, die lang herausguckte … ganz dünn, und die blonden Haare ihm in’s Gesicht flatternd.“ Und am 10. Dezember 1801: „Liebenswürdig genug – wenn auch nicht imposant, nicht wahr? Er ist eine leichte, aber wie ich glaube ehrliche Natur, nichts von den Nücken und Tücken des andern (gemeint war: von Friedrich Tieck), mehr sichtbare Eitelkeit, alles unschädlich, weniger Reflexion Gottlob, und fast ein dichteres Talent.“
Den Winter 1801/02 verbrachte Tieck wieder in Berlin, wo er mindestens sechs Aufträge für Porträtbüsten erhielt und erfolgreich ausführte. Die Arbeit an einem Porträt der Königin Luise lehnte er ab, weil er nicht mit seinem Lehrer Schadow in Wettbewerb treten wollte, der schon um 1795 eine Einzelbüste von Luise und 1797 die bekannte Prinzessinnengruppe der Schwestern Luise und Friederike geschaffen hatte. Im April 1802 kehrte Tieck nach Weimar zurück, um das mit Goethe vereinbarte Bildprogramm im Stadtschloss des Großherzogs von Sachsen-Weimar-Eisenach auszuführen, dazu eine ganze Reihe von Porträts. Diese zahlreichen Arbeiten begründeten endgültig Tiecks Ansehen bei seinen Zeitgenossen. Im Februar 1803 begann in Weimar eine kurze, heftige Liebesbeziehung zwischen Tieck und der erfolgreichen, damals noch verheirateten Romanschriftstellerin Charlotte von Ahlefeld.

#### Rom, München, Carrara
1803 hielt Tieck sich vorübergehend in Berlin auf und erledigte dort verschiedene Porträtaufträge, reiste 1805 über Wien nach München und nun endlich doch nach Italien. Von der Akademie der Künste war ihm ein Stipendium für einen zweijährigen Aufenthalt zugesprochen worden. Er erreichte Rom im August 1805, studierte während dieses ersten Aufenthaltes in der Stadt intensiv die klassischen Vorbilder, nahm aber bald auch Aufträge an und modellierte eine Reihe von Porträts, darunter die Büste Alexander von Humboldts, der gerade aus Amerika zurückgekehrt war. Im Frühjahr 1809 gelangte er über die Schweiz nach München, wo seine Geschwister sich aufhielten, und arbeitete auch dort an verschiedenen Porträtplastiken. Eines seiner Modelle war der Philosoph Friedrich Schelling, dessen Frau Caroline, inzwischen von Schlegel geschieden und mit Schelling verheiratet, nun in einem Brief vom 1. März 1809 mitteilte: „Von dorther erwartet man noch den Bildhauer Tieck, den ich sonst für den leichtfüßigsten von den Geschwistern gehalten, mir nun aber als der solideste vorkommt, denn er lebt doch von dem, was er erwirbt und borgt nur für seine Schwester. Seine erste Arbeit wird Schelling’s Büste sein, die er schon lange auf eigene Hand hat machen wollen, nun wünschte sie aber der Kronprinz für seine Sammlung …“. Ein für Tieck wichtiges Ereignis in München war der Großauftrag über eine Anzahl von Marmorbüsten für die Walhalla, ein zu diesem Zeitpunkt nur geplantes, tempelartiges Bauwerk in der Nähe von Regensburg, in dem herausragende Persönlichkeiten für ihre Verdienste um Deutschland geehrt werden sollten.
1810 plante Tieck eine Reise nach Italien und reiste nach Süden. Allerdings litt er zunächst in Zürich wochenlang unter Krankheit und reiste dann nach Bern weiter, wo seine Schulden ihn bis Mai 1812 festhielten. Am 2. Mai 1812 reiste Tieck schließlich nach Carrara. Dort lernte er den Berliner Bildhauer Christian Daniel Rauch kennen, der einige Jahre nach ihm bei Schadow gelernt hatte. Tieck und Rauch unterhielten eine gemeinsame Werkstatt in Rom und eine zweite bei den Marmorsteinbrüchen von Carrara. In dieser zweiten Werkstatt begann Tieck mit der Arbeit an den Walhalla-Porträts, half aber auch seinem Kollegen Rauch dabei, dessen berühmten Sarkophag für die Königin Luise fertigzustellen. Rauch verließ Italien im Jahre 1813. Zwei Jahre später setzte er sich dafür ein, dass man Tieck den Posten des Direktors der Bildhauerabteilung an der Kunstakademie im damals preußischen Düsseldorf anbot. Tieck lehnte jedoch ab und schrieb an Rauch: „Sie wissen, wie ich alle Professoren hasse, doppelt die einer Provinzialakademie. Dahin gehen hieße ja, niemals wieder etwas machen wollen“. Der Hauptgrund für die Ablehnung einer so ehrenvollen Anstellung war allerdings, dass Tieck hoffte, er könne in Italien mehr Geld verdienen. Weil er seit 1804 den Lebensunterhalt für seine geschiedene, mittellose Schwester bestritt und sie sein Entgegenkommen bedenkenlos ausnutzte, war er ständig verschuldet. Tieck blieb also in Italien, hielt aber engen brieflichen Kontakt mit Rauch, der in Berlin als Bildhauer sehr gefragt war. Eine konkrete berufliche Perspektive ergab sich im Jahre 1818. Das National-Theater am Gendarmenmarkt in Berlin, erst 1802 eröffnet, war 1817 bis auf die Außenmauern ausgebrannt. Karl Friedrich Schinkel bekam den Auftrag, es auf dem alten Grundriss neu zu errichten und wünschte sich Tieck als Mitarbeiter. Rauch schrieb daraufhin nach Italien: „Schinkel trägt Ihnen auf, schöne Ideen zu sammeln, einen Musiksaal mit mehreren Statuen und vielen unzusammenhängenden Basreliefs zu verzieren …“.

### Zurück in Berlin

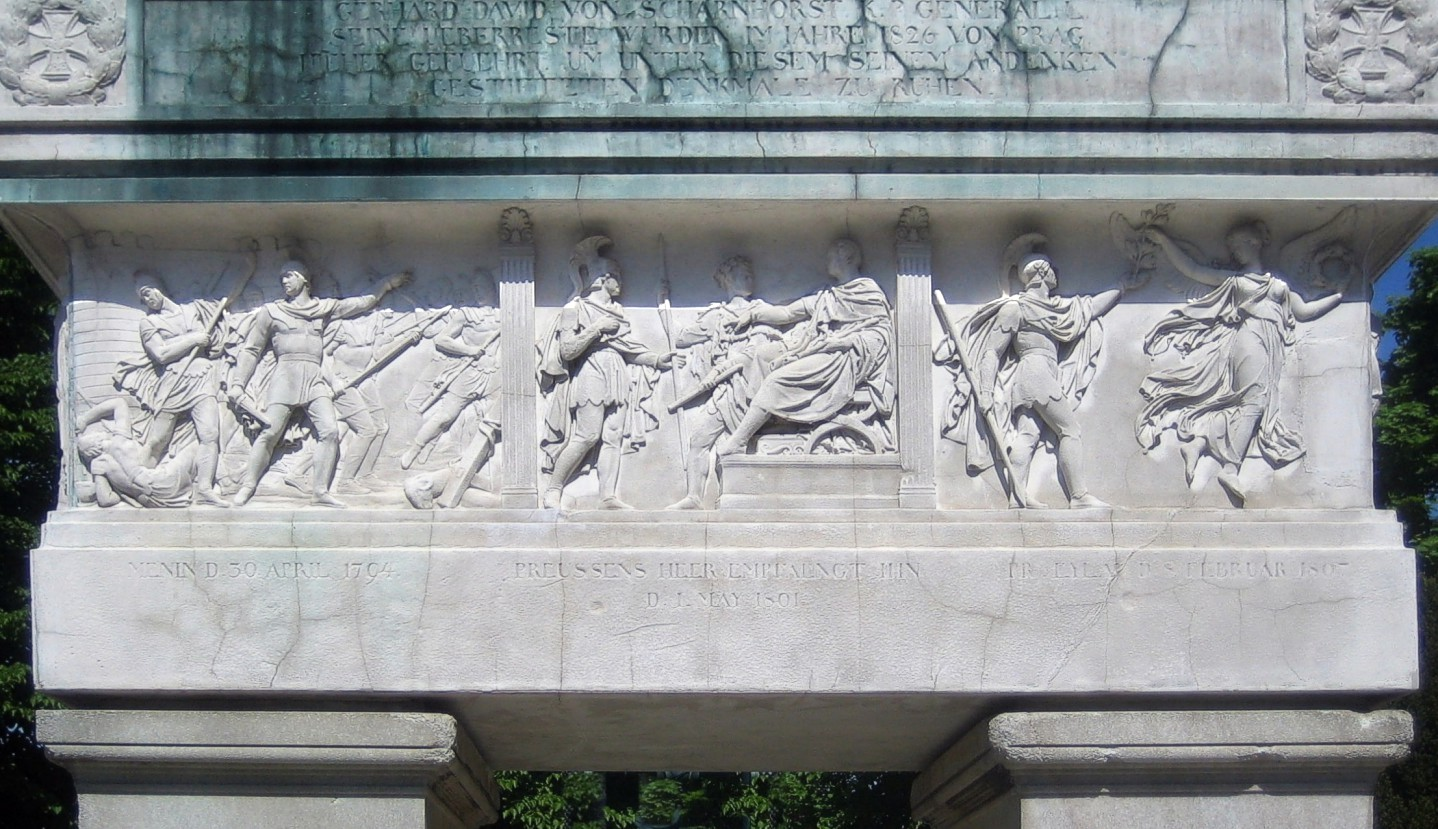
Relief am Grabmal des Generals Gerhard von Scharnhorst

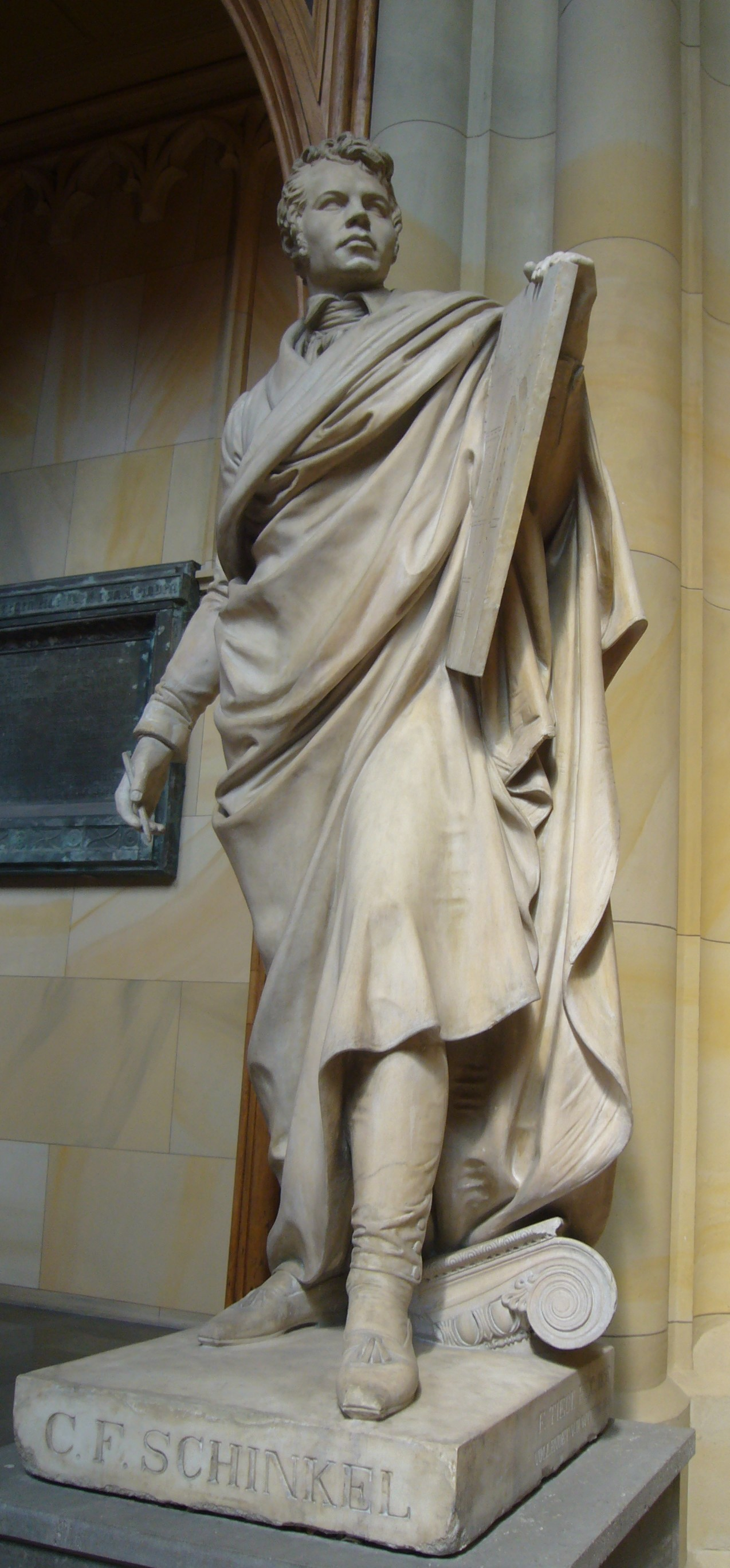
Friedrichswerdersche Kirche, Statue Karl Friedrich Schinkels von Tieck

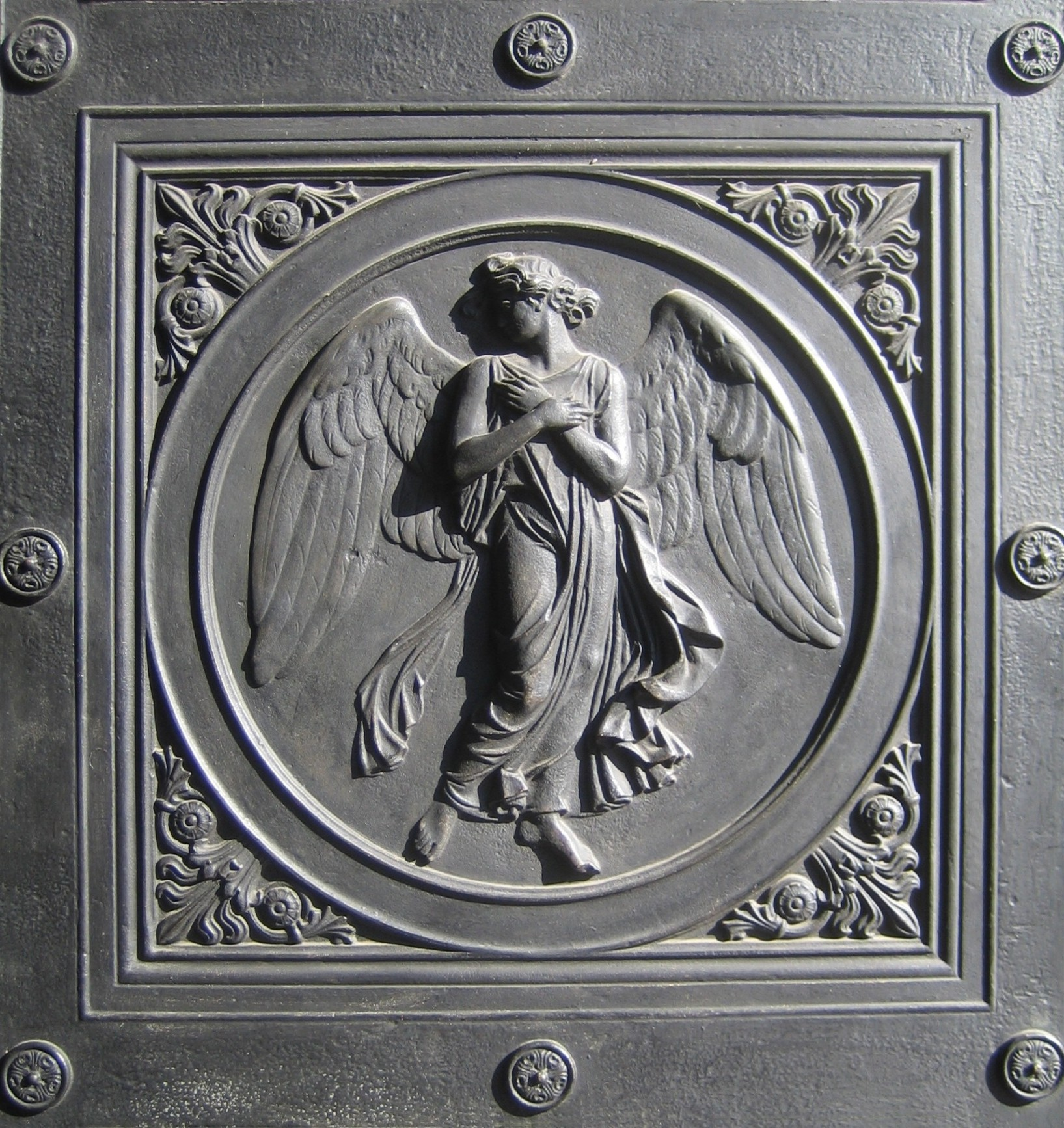
Medaillon an der Tür der Friedrichswerderschen Kirche

Am 29. April 1819 traf Tieck in Berlin ein, vier erfahrene Gehilfen aus Carrara begleiteten ihn. Er teilte mit Rauch dessen Werkstatt im so genannten Lagerhaus und beteiligte sich mehrfach an Aufträgen, an denen Rauch arbeitete. Das Arbeitsverhältnis war nicht immer frei von Spannungen. Rauch war inzwischen nicht nur berühmter als sein Lehrer Schadow („Mein Ruhm ist in Rauch aufgegangen“ soll der geklagt haben), sondern auch als Tieck – dem er aber immer freundschaftlich verbunden blieb. Ein Beispiel für die Zusammenarbeit der beiden war das Nationaldenkmal für die Befreiungskriege auf dem Berliner Kreuzberg (damals noch Tempelhofer Berg und deutlich vor den Toren der Stadt gelegen) nach einem Entwurf von Schinkel. Ein Gemeinschaftswerk war auch das Grabmal für General Gerhard von Scharnhorst auf dem Berliner Invalidenfriedhof: der Gesamtentwurf war von Schinkel, Rauch modellierte einen ruhenden Löwen und Tieck die Reliefs am Sockel. 1820 wurde Tieck zum Professor an der Preußischen Akademie der Künste, gleichzeitig auch in den akademischen Senat berufen. Sein ganz eigenes, großes Projekt wurde die bildhauerische Ausgestaltung des Schauspielhauses am Gendarmenmarkt, eine Arbeit, mit der er bald nach seiner Rückkehr aus Italien begann und die sich mit Unterbrechungen über dreißig Jahre hinzog, bis kurz vor seinem Tod.
In der Zwischenzeit entstand außerdem eine beträchtliche Anzahl einzelner Werke von mehr oder weniger großer Bedeutung, darunter zahlreiche Porträts – unter anderen von Friedrich August Wolf, Rauch und Schinkel sowie eine Büste von Friedrich Gottlieb Klopstock für ein Denkmal in dessen Geburtsort Quedlinburg –, nach Schinkels Entwurf die Modellausführung für ein Denkmal Königs Friedrich Wilhelm II. in der Stadt Neuruppin als Dank der Stadt für den Wiederaufbau der Stadt nach ihrem großen Brand 1787, ein Adler für das Denkmal Kaiser Joseph II. in Brünn und 15 Figuren in halber Lebensgröße für den Teesalon des königlichen Schlosses in Berlin, von denen nur zwei erhalten sind. Spätwerke waren eine Statue von Schinkel, die unvollendet blieb und erst nach dem Tod des Bildhauers fertiggestellt wurde, sowie ein Nicolaus Copernicus-Denkmal für die Stadt Thorn. Dieses trägt zwar den Namen Tiecks, er selbst hat aber kaum daran gearbeitet. Bedeutender waren seine Beiträge für weitere Bauten Schinkels in Berlin. Er gestaltete die 20 Relief-Medaillons für die gusseisernen Flügeltüren der 1830 fertiggestellten Friedrichswerderschen Kirche und lieferte wichtige Bildwerke für den Bau des Alten Museums, das bis 1845 Neues Museum genannt wurde und neben dem Schauspielhaus als Hauptwerk Schinkels betrachtet wird.  1847 ließ König Friedrich Wilhelm IV. durch den Bildhauer Friedrich Tieck eine  lebensgroße Bronze-Skulptur einer antikisch wirkenden Muse mit Buch, Stift und Lorbeerkranz anfertigen. Das längere untergeschlagene linke Bein weist auf Königin Elisabeth hin, die der König in einem Brief 1842 sein „Museken“ nannte. Von 1830 bis 1851 fungierte Tieck auch als Direktor der Sammlung für Skulpturen und Gipsabdrücke.
Über Tiecks Privatleben ist nicht viel bekannt. Seine späte Eheschließung verlief auf eine Weise, die teils als tragisch, teils als skandalös empfunden wurde: Als prominenter 70-Jähriger heiratete er am  27. Juni 1846 Marie Louise Caroline Paetsch (1817–1888) aus wohlhabender Familie. Das geschah auf Vermittlung eines Gläubigers, bei dem Tieck auf diese Weise seine hohen Schulden abzuzahlen hoffte – zusätzlich war ein Erfolgshonorar von 2000 Talern vereinbart. Die Schwiegereltern erfuhren von der Abmachung und sperrten ihrer Tochter umgehend alle Bezüge. Vom königlichen Hof wurde Tieck – anders als sein Freund Rauch – kaum noch mit größeren Aufträgen bedacht. Er starb vereinsamt und verbittert am 12. Mai 1851. Rauch notierte dazu in seinem Tagebuch: „Montag Abend ½ 12 Uhr endete an eigenthümlicher Schwäche, die ihn schon seit Jahren zur Arbeit unthätig [= unfähig] machte, der vieljährige Freund und Werkstattgenosse Professor Fr. Tieck … Was seine Trägheit, Arbeitsscheu und die Schuldenlast in den letzten Jahren aus ihm machten, worin er in jeden Begriff übersteigender Erniedrigung, äußerer Noth und Elend seine Tage endet, überlasse ich anderer Nachsicht und Aufklärung.“

## Die Hauptwerke

### Weimar
Tieck war seit jeher ein fleißiger, schneller Arbeiter. In Weimar übertraf er sich selbst und lieferte bei mehreren Aufenthalten in kurzer Zeit eine erstaunliche Anzahl von Bildwerken. Für das Stadtschloss – das 1774 weitgehend abgebrannt war und unter Goethes Oberaufsicht neu erbaut wurde – schuf er drei große Reliefs im Treppenhaus, eine Reihe kleiner Reliefs für den dorischen Fries des Treppenhauses, acht weitere für das Zimmer der Erbgroßherzogin, vier Statuen für die Nischen der Treppe und vier lebensgroße Figuren für den Gesellschaftssaal; neben der Verherrlichung des Herrscherhauses zeigen die Arbeiten vorwiegend Szenen aus der Mythologie des griechischen Altertums: Elektra trauert um Orestes, Herakles führt Alkeste aus der Unterwelt, Antigone leitet den Ödipus, Omphale bekränzt den Herakles und ähnliche Motive. Zusätzlich entstanden in Weimar mindestens zwölf Porträtbüsten von prominenten Persönlichkeiten – dem Großherzog, der Großherzogin und den Erbprinzen, von Clemens Brentano, Johann Gottfried Herder, Johann Heinrich Voß und anderen. August Wilhelm Schlegel urteilte 1802 über die Porträtplastiken Tiecks und über dessen Zeichnungen zu Reliefs und Statuen: „Wie in seinen Porträten das Sanfte und Gefällige vorwaltet und keine Größe willkürlich erzwungen wird …, so offenbart sich in den Skizzen hingegen die Neigung des Künstlers zum Gewaltigen und Kühnen; die Zeichnung ist oft von derben Formen, der Ausdruck überall entschieden und eigenthümlich und die Gruppierung selbst möchte ich fest und kernicht nennen.“

### Walhalla

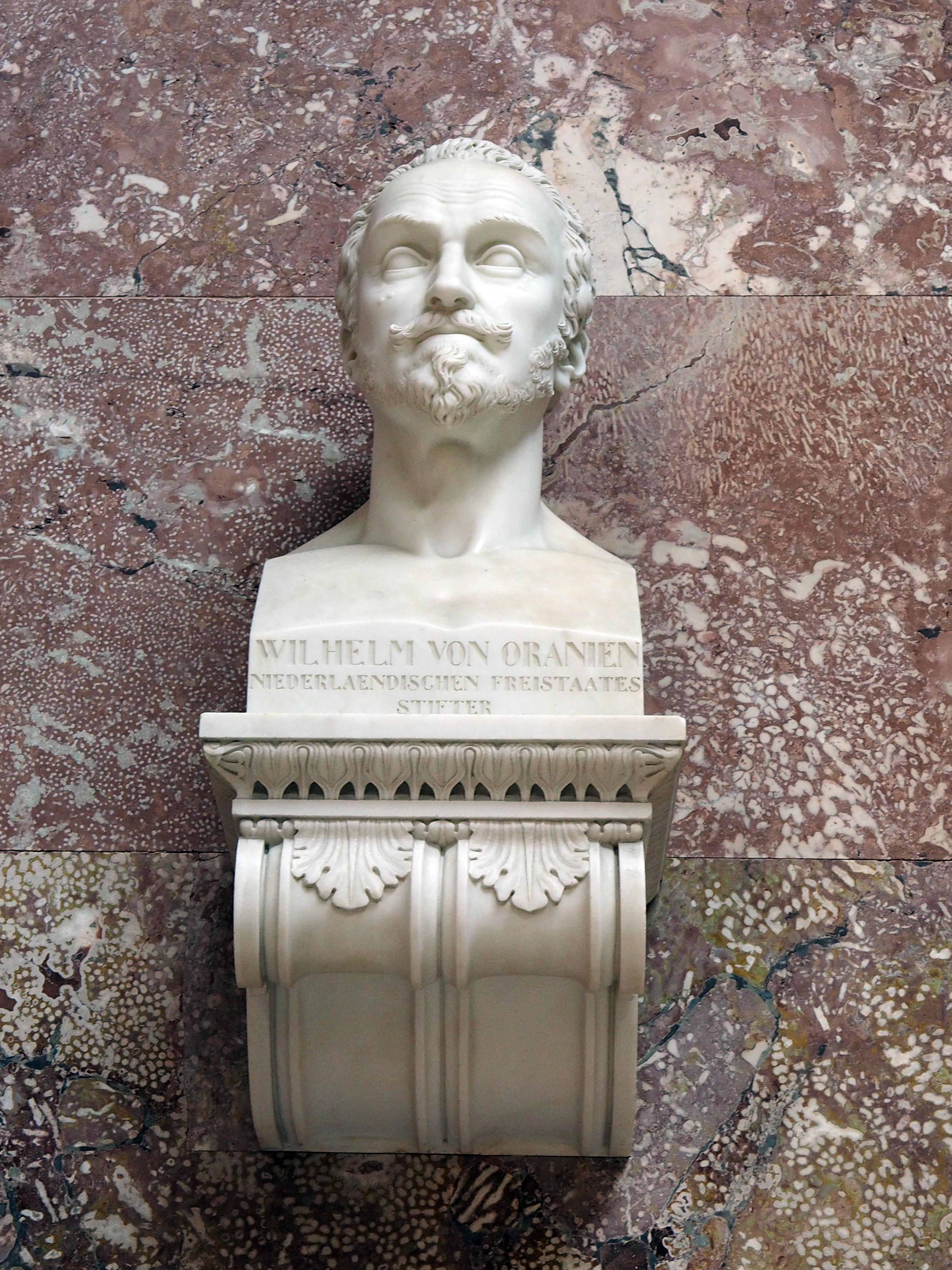
Büste des Wilhelm von Oranien in der Walhalla (1815)

Schon 1807, als Kronprinz, hatte der spätere König Ludwig I. von Bayern die Ruhmeshalle Walhalla geplant, die schließlich 1842 fertiggestellt war. Anfangs wurden dort 160 Personen durch 96 Porträtbüsten und, wo das nicht möglich war, durch 64 Gedenktafeln geehrt (2007 waren es 127 Büsten und 65 Gedenktafeln). 23 der Porträts fertigte Tieck an, den größten Teil in den Jahren 1812/13, einige erst 1832, eine einzelne 1835. Zu den von ihm Dargestellten gehören unter anderen Moritz von Sachsen, Wallenstein, Bernhard von Sachsen-Weimar, Johann Philipp von Schönborn, (Kurfürst von Mainz), Amalie Elisabeth von Hanau-Münzenberg, Moritz von Oranien, Ernst der Fromme von Sachsen, Karl V. (Lothringen), Gotthold Ephraim Lessing, Gottfried August Bürger, Herder, Goethe (mit einer Replik der Weimarer Büste von 1801), der Kaiser Friedrich II., August Neidhardt von Gneisenau, Rudolf I. von Habsburg und Jan van Eyck. Tiecks Freund und Kollege Rauch, der die Arbeiten verfolgte, war überzeugt, dass Tiecks Büsten die schönsten in der Walhalla sein würden.

### Schauspielhaus

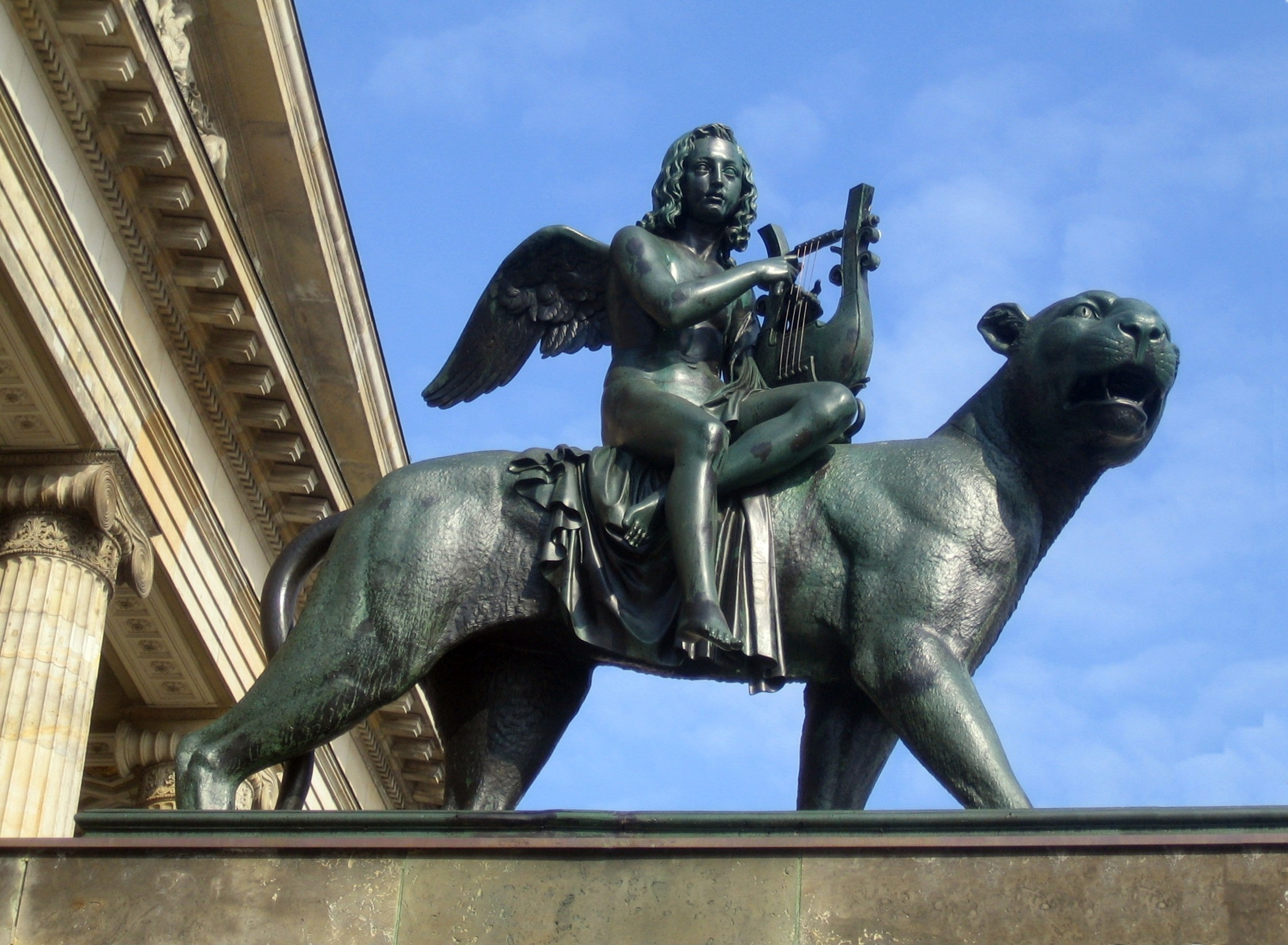
Konzerthaus Berlin. Panther mit Genius der Musik.

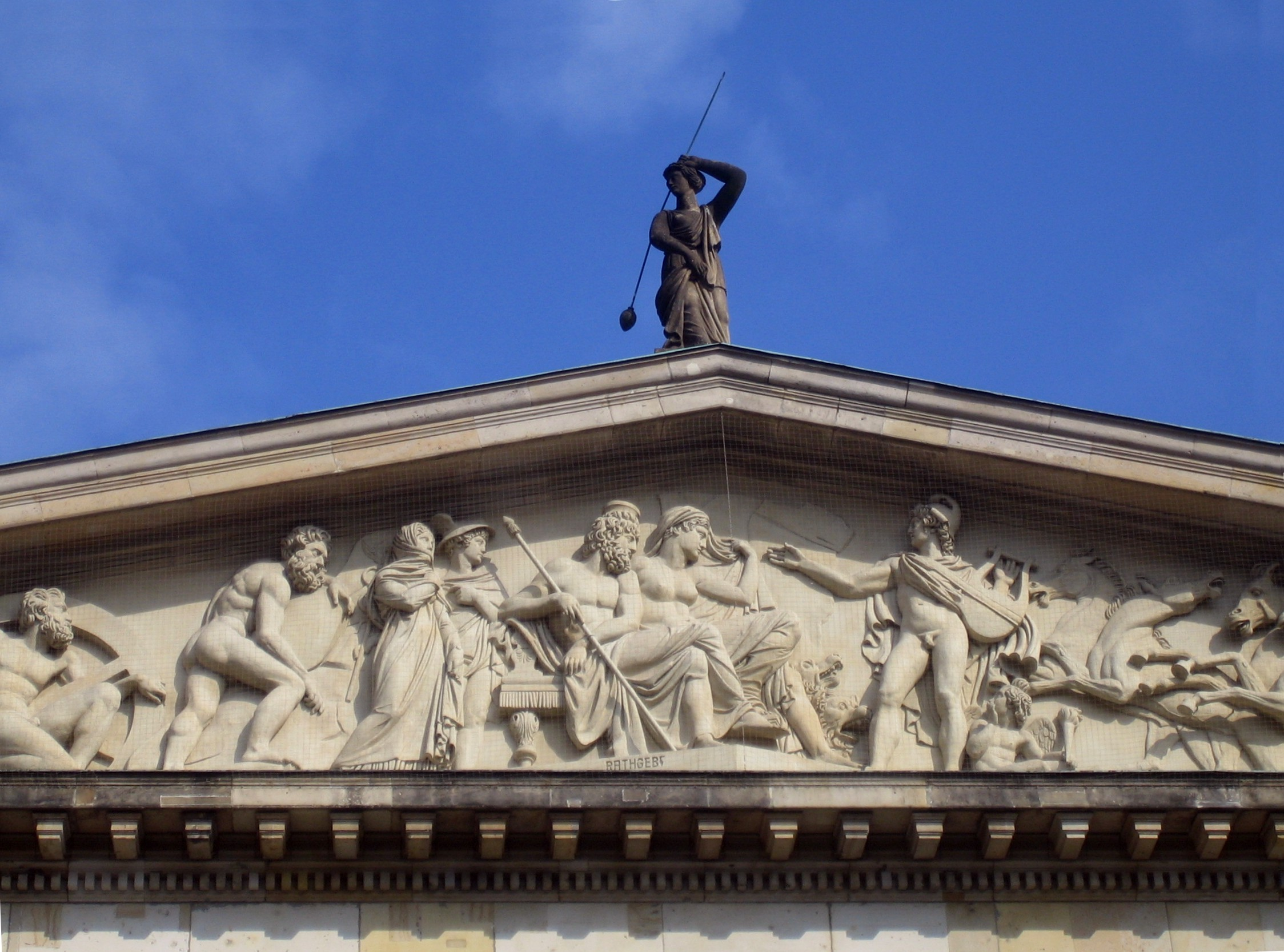
Konzerthaus Berlin. Giebelrelief der Südseite. Teilansicht

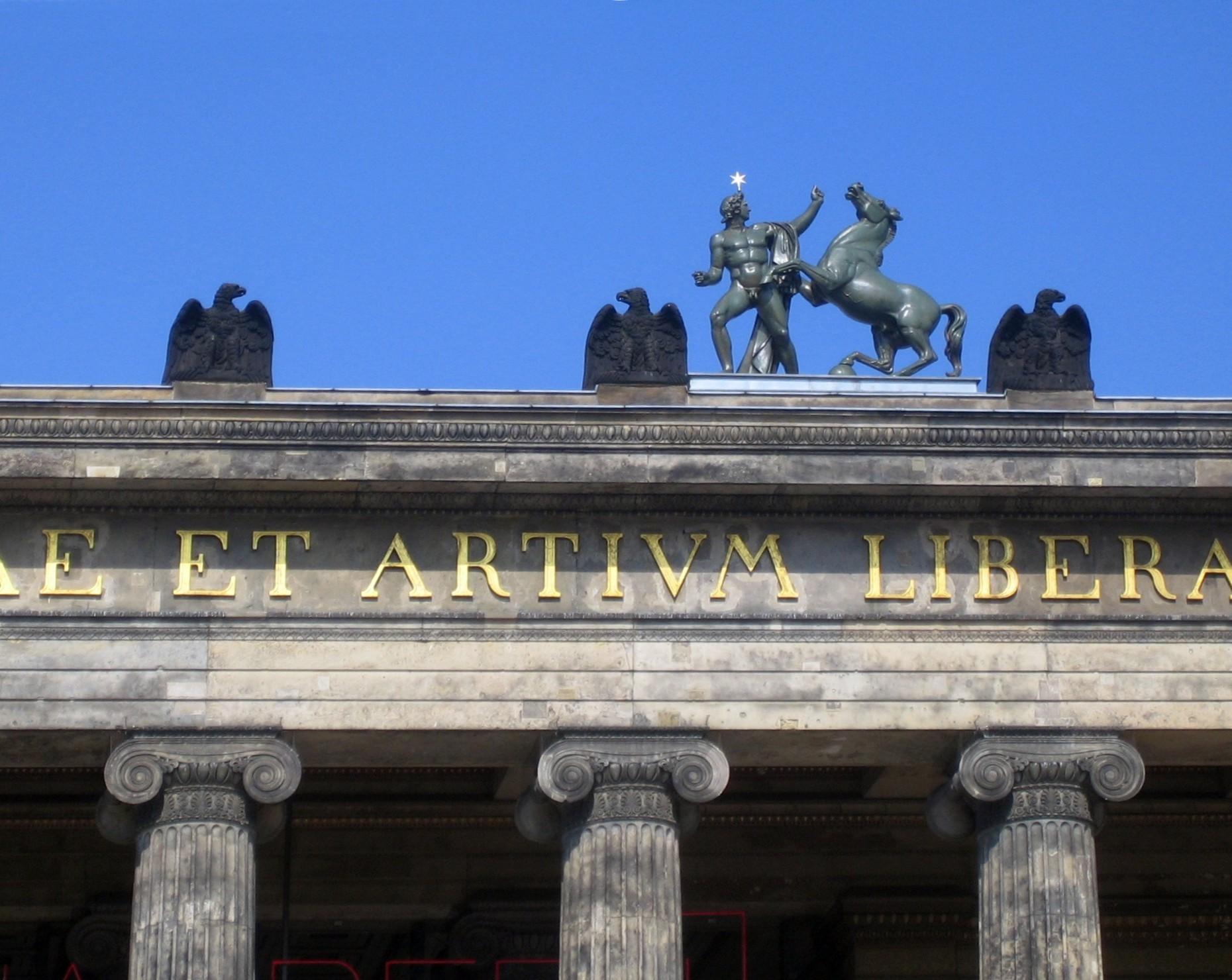
Skulpturen Tiecks auf dem Alten Museum

Aus der ursprünglichen Idee Schinkels, Tieck die Ausgestaltung eines Musiksaals zu übertragen, wurde ein sehr viel umfangreicherer Auftrag. Architekt und Bildhauer entwickelten in intensiver Zusammenarbeit ein Bildprogramm, das sich auf die Vorstellungswelt der klassischen Antike bezog – die Hauptquelle für die Bildsprache des Klassizismus und Tieck von vielen früheren Arbeiten her vertraut. Im Einzelnen entstanden: Darstellungen der neun Musen aus Sandstein für die Vorderseite sowie die Süd- und die Nordfront des Theaters; vier große Reliefs für die Giebelflächen – zwei vorne und je eines auf den Seiten; eine Figur des Apollo in einem von Greifen gezogenen Wagen, in Kupfer getrieben, als krönende Dachfigur auf der Vorderseite; ein ebenfalls in Kupfer gearbeiteter Pegasus auf der Rückseite; 16 Karyatiden aus Marmor, die den Konzertsaal schmückten und im Zweiten Weltkrieg zerstört wurden. In einem Brief an August Wilhelm Schlegel beschrieb Tieck eingehend die mythologischen Szenen eines der Reliefs und schloss: „Bis auf Orpheus und den Amor sind die Modelle vollendet und der größte Teil des sehr kolossalen Reliefs in Stuck. Da ich sehr geschickte Leute habe, so werden die Sachen sehr gut ausgeführt.“ Mit den „sehr geschickten Leuten“ war vor allem der Bildhauer Johann Balthasar Jacob Rathgeber gemeint, der die Stuckmodelle Tiecks in Sandstein umsetzte.
Das Schauspielhaus wurde im Mai 1821 eingeweiht, Tiecks Arbeit war damit noch lange nicht abgeschlossen. In den Jahren 1824 bis 1827 entstand seine Statue des Schauspielers und Theaterdirektors August Wilhelm Iffland. Von theaterbegeisterten Berlinern, die Iffland noch gekannt hatten, wurde sie bei ihrer Enthüllung außerordentlich gelobt. Die „Haude- und Spenersche Zeitung“ schrieb am 28. Januar 1828: „Ifflands Marmorstatue, von der Hand unseres trefflichen Künstlers Professor Tieck, ist jetzt in der Vorhalle des Concertsaales aufgestellt und ein Werk, das seinem Verfertiger Ehre macht. Der Künstler ist in antikem Kostüm, auf einem antiken Sessel sitzend dargestellt, mit leichter Bewegung des sprechend ähnlichen Kopfes nach oben. Die Statue nimmt sich mit einer zweckmäßig dahinter angebrachten Draperie …gut aus und ist eine Zierde des Raumes“. Schließlich arbeitete Tieck noch während acht Jahren an den beiden markanten Bronze-Skulpturen, die zu beiden Seiten der großen Freitreppe vor der Hauptfassade stehen. Sein Thema war hier die Macht der Musik, die selbst wilde Tiere zähmen kann: Löwe und Panther tragen musizierende Genien auf ihren Rücken. Die erste öffentliche Präsentation dieser Skulpturen am 31. Mai 1851 hat der Bildhauer nicht mehr erlebt.

### Altes Museum
Schinkel plante schon in den ersten Entwürfen von 1822/23 mehrere Figurengruppen auf dem Dach des Museums. Für die nach Süden, also zum Lustgarten und zum Berliner Stadtschloss der Hohenzollern gerichtete Hauptfront sah er „in Übereinstimmung mit dem Stil des Ganzen“ zwei Darstellungen der Dioskuren Kastor und Polydeukes vor (im antiken Rom Castor und Pollux), die ihre Rosse bändigen und goldene Sterne auf ihren Häuptern tragen. Das Brüderpaar, in der Mythologie stets als edel und ritterlich beschrieben, stand als Sinnbild für die Geisteshaltung der Antike an einem Ort, der laut Inschrift „dem Studium jeder Art Altertümer und der freien Künste“ gewidmet war.
Das Museum wurde zwischen 1825 und 1828 erbaut. Tieck erhielt den Auftrag für die Dioskuren 1826. Das Modell der ersten Gruppe sollte im Oktober 1827 fertig sein, das zweite im darauf folgenden März. Weil die Zeit drängte, durfte Tieck das Modell des ersten Pferdes wieder verwenden, er veränderte nur die Kopfhaltung und die Form eines Hufes. Die weit über drei Meter hohen Skulpturen wurden in der Königlichen Eisengießerei Berlin gegossen, hier war ein Hohlgussverfahren entwickelt worden, das auch für große Werkstücke geeignet war. Im Oktober 1828 wurden die Statuen auf dem kubischen Dachaufsatz des Alten Museums zusammengefügt und befestigt. Ein mehrschichtiger, lasierender Farbauftrag auf der gusseisernen Oberfläche imitierte das Aussehen antiker Bronzefiguren. Im Zweiten Weltkrieg wurden die Dioskuren – anders als der Museumsbau insgesamt – nur leicht beschädigt und 1962 vor Ort auf dem Dach repariert, im Oktober 2005 mussten sie wegen schwerer Korrosionsschäden vorübergehend entfernt und in einer Spezialwerkstatt gründlich restauriert werden. – Für die einstige Beliebtheit der Dioskurengruppen spricht, dass ab etwa 1830 verkleinerte Wiedergaben als Briefbeschwerer in Umlauf waren.
Von Tieck stammen außerdem die Adler aus Sandstein, die auf dem Gebälk über jeder der 18 ionischen Säulen angebracht sind, denen die Hauptfassade des Museums ihr eindrucksvolles Aussehen verdankt. – Nach Eröffnung des Hauses im Jahre 1830 wurde Tieck zum Direktor der Skulpturensammlung ernannt, die hier untergebracht war. Er stellte den ersten Katalog der Sammlung zusammen und restaurierte bzw. ergänzte mehrere der antiken Bildwerke. Wegen dieser Tätigkeiten wurde er von Freunden zuweilen als „antiquarisch gelehrter Bildhauer“ bezeichnet.

### Die Porträtkunst
Besonders die Porträtbüsten waren der Grund für Tiecks weit verbreitetes Ansehen und verschafften ihm zeitweilig mehr Aufträge, als er bewältigen konnte. Zeitgenossen rühmten die charakteristische Darstellung des jeweiligen Individuums, dazu kam die Fähigkeit, den Porträtierten allgemeinere Züge von Schönheit und Würde zu verleihen. Christian Daniel Rauch gestand, dass er sich immer bemühe, bei den eigenen Arbeiten jene „Anmut und Idealität“ zu erreichen, die Tieck seinen Porträts mitgab.
Eine seiner bekanntesten Porträtbüsten ist die für Friedrich Gottlieb Klopstock in dem unter maßgeblicher Beteiligung von Karl Friedrich Schinkel 1831 eingeweihten Denkmalensemble im Quedlinburger Brühl.

Galerie
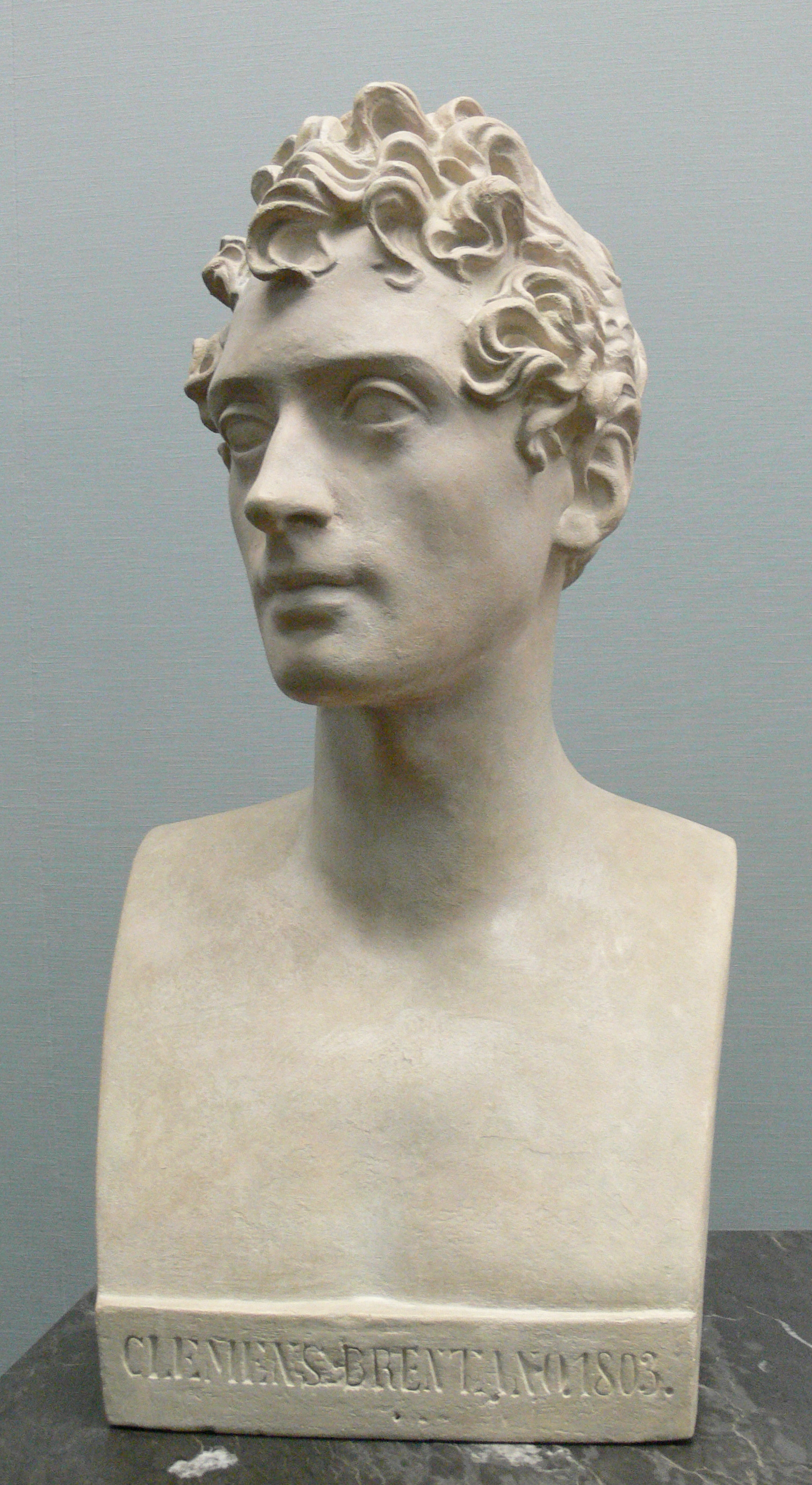
Porträt Clemens Brentano, 1803
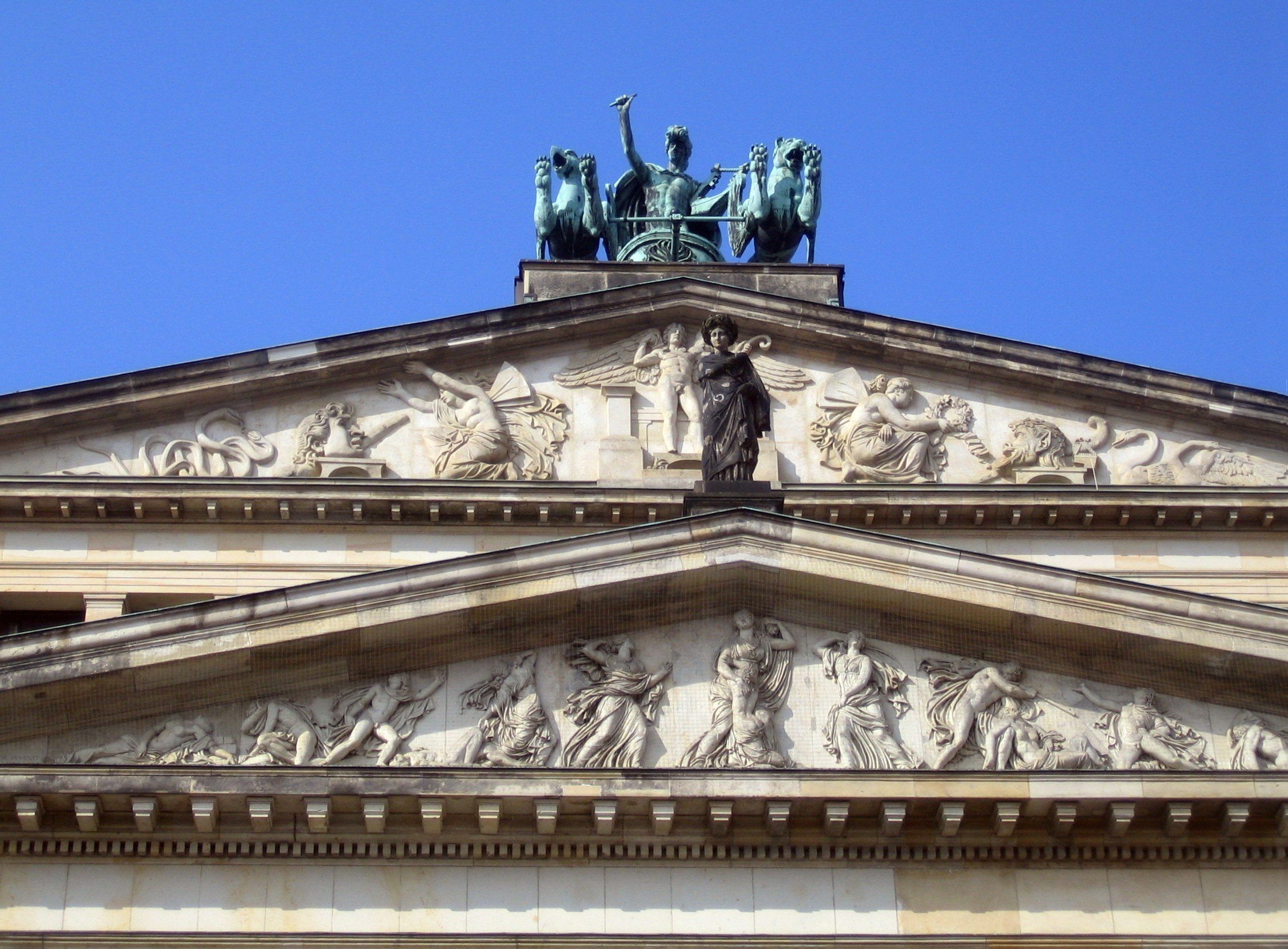
Konzerthaus Berlin, Giebel der Ostfassade mit Plastik „Apollo im Greifenwagen“
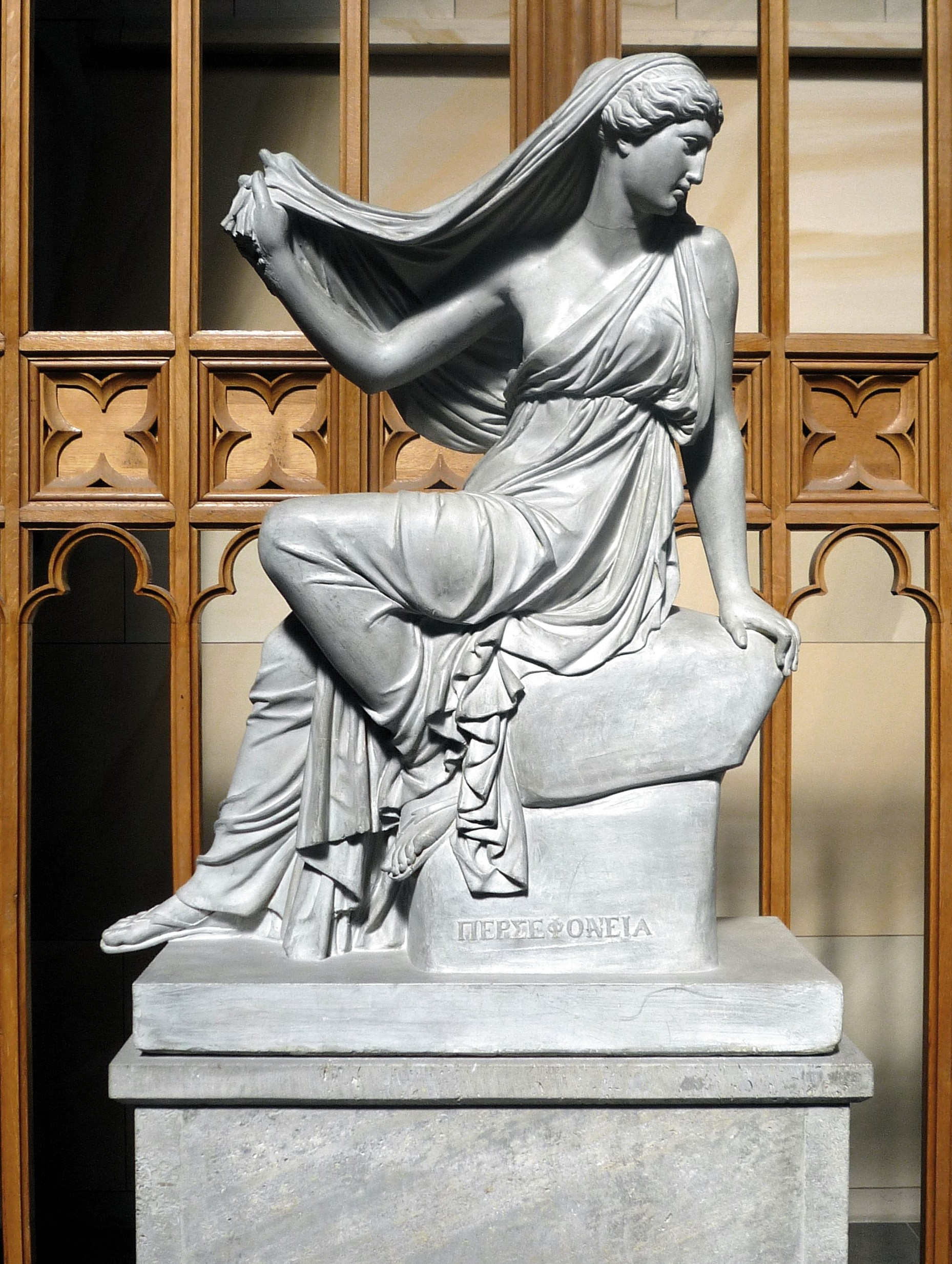
Figur aus dem Teesalon des Stadtschlosses Berlin
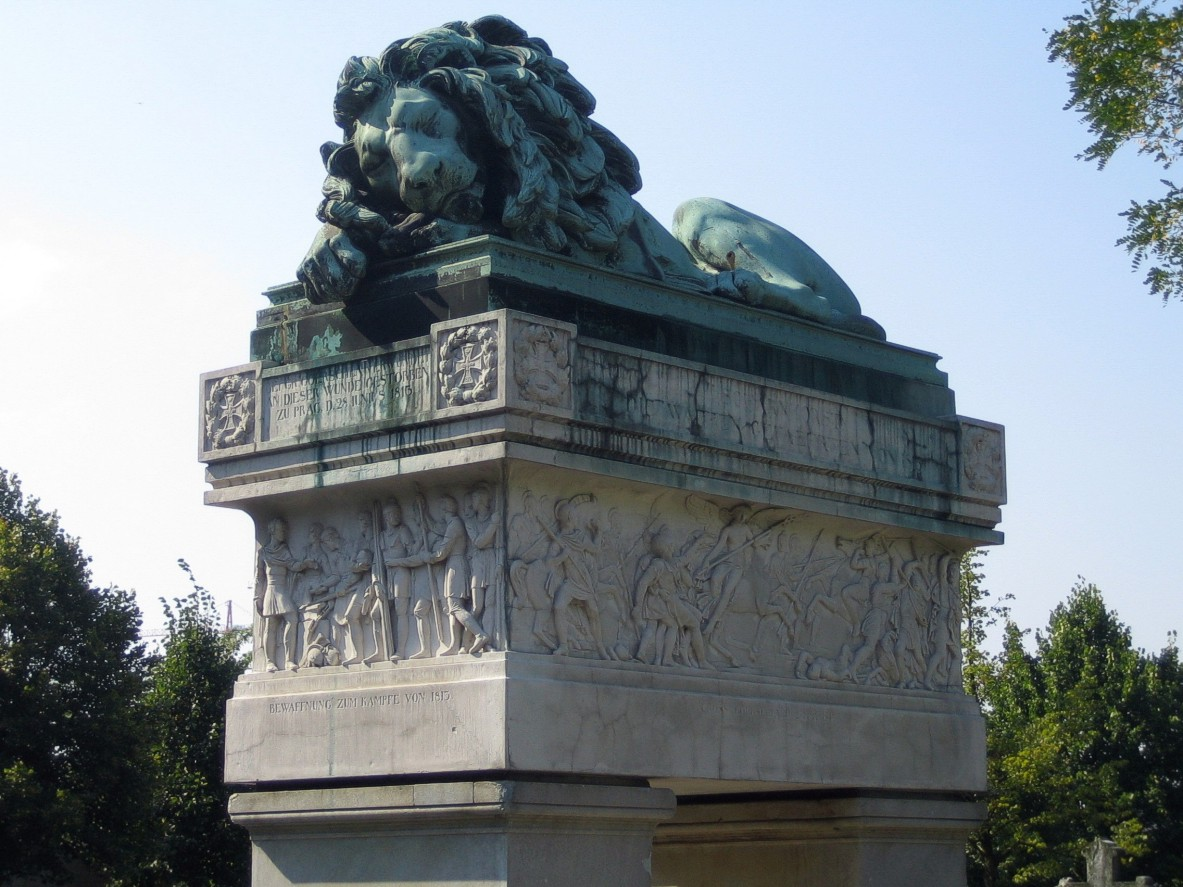
Grabmal General von Scharnhorst. Teilansicht
Hengst Eclipse des Simon Moritz von Bethmann, 1812